# Saprinus subcoerulus
Saprinus subcoerulus är en skalbaggsart som beskrevs av Thérond in Thérond och Wolfgang Schawaller 1978. Saprinus subcoerulus ingår i släktet Saprinus och familjen stumpbaggar. Inga underarter finns listade i Catalogue of Life.